# Linggapura (Tonjong)
Linggapura is een bestuurslaag in het regentschap Brebes van de provincie Midden-Java, Indonesië. Linggapura telt 8521 inwoners (volkstelling 2010).